# شولي معلم
شولاميت «شولي» معلم رفائيلي (بالعبرية: שולמית "שולי" מועלם-רפאלי، من مواليد 8 فبراير 1965) ممرضة وسياسية إسرائيلية من اصول يهودية مغربية.
شغلت منصب عضو في الكنيست عن البيت اليهودي بين فبراير 2013 ومارس 2015، ومره أخرى في أكتوبر 2015.